# Paiküla
Koordinaten: 58° 21′ N, 22° 15′ O
Paiküla ist ein Dorf (estnisch küla) auf der größten estnischen Insel Saaremaa. Es gehört zur Landgemeinde Saaremaa (bis 2017: Landgemeinde Lääne-Saare) im Kreis Saare.

## Einwohnerschaft und Lage
Das Dorf hat 23 Einwohner (Stand 1. Januar 2016). Die Fläche beträgt 18,42 km².
Nordwestlich des Dorfkerns liegt der 3,3 kam² große See Karujärv.

## Persönlichkeiten
In Paiküla wurden der Schriftsteller Jakob Mändmets (1871–1930), der Dirigent Voldemar Juurma (1908–1967) sowie der bildende Künstler Osvald Timmas (1913–2005) geboren.